# Mistrovství světa v rallye
Mistrovství světa v rallye ((anglicky): World Rally Championship, WRC) jsou každoroční seriály závodů, které pořádá Mezinárodní automobilová federace (FIA) od roku 1973.

## Vítězové
| Sezóna                                                                                                 | Mistrovství světa jezdců  | Mistrovství světa jezdců       |                          | Mistrovství světa týmů                   | Mistrovství světa týmů        |
| Sezóna                                                                                                 | Jezdec                    | Vůz                            | Tým                      | Vůz                                      |                               |
| --- | ------------------------- | ------------------------------ | ------------------------ | ---------------------------------------- | ----------------------------- |
| 1973                                                                                                   | pro jezdce nebylo vypsáno | pro jezdce nebylo vypsáno      | Renault-Alpine Sport     | Renault Alpine A110                      |                               |
| 1974                                                                                                   | pro jezdce nebylo vypsáno | pro jezdce nebylo vypsáno      | Lancia Racing            | Lancia Stratos HF                        |                               |
| 1975                                                                                                   | pro jezdce nebylo vypsáno | pro jezdce nebylo vypsáno      | Lancia Racing            | Lancia Stratos HF                        |                               |
| 1976                                                                                                   | pro jezdce nebylo vypsáno | pro jezdce nebylo vypsáno      | Lancia Racing            | Lancia Stratos HF                        |                               |
| 1977                                                                                                   | Sandro Munari***          | Lancia Stratos HF              | Fiat Abarth              | Fiat 131 Abarth                          |                               |
| 1978                                                                                                   | Markku Alén***            | Fiat 131 Abarth**              | Fiat Abarth              | Fiat 131 Abarth                          |                               |
| 1979                                                                                                   | Björn Waldegård           | Ford Escort RS1800*            | Ford M-Sport             | Ford Escort RS1800                       |                               |
| 1980                                                                                                   | Walter Röhrl              | Fiat 131 Abarth                | Fiat Abarth              | Fiat 131 Abarth                          |                               |
| 1981                                                                                                   | Ari Vatanen               | Ford Escort RS1800             | Talbot Sport             | Talbot Sunbeam Lotus                     |                               |
| 1982                                                                                                   | Walter Röhrl              | Opel Ascona 400                | Audi Sport               | Audi Quattro A1                          |                               |
| 1983                                                                                                   | Hannu Mikkola             | Audi Quattro A2                | Lancia Racing            | Lancia 037 Rally                         |                               |
| 1984                                                                                                   | Stig Blomqvist            | Audi Quattro A2                | Audi Sport               | Audi Quattro A2                          |                               |
| 1985                                                                                                   | Timo Salonen              | Peugeot 205 Turbo 16           | Peugeot Sport            | Peugeot 205 Turbo 16                     |                               |
| 1986                                                                                                   | Juha Kankkunen            | Peugeot 205 Turbo 16 E2        | Peugeot Sport            | Peugeot 205 Turbo 16 E2                  |                               |
| 1987                                                                                                   | Juha Kankkunen            | Lancia Delta HF 4WD            | Lancia Racing            | Lancia Delta HF 4WD                      |                               |
| 1988                                                                                                   | Miki Biasion              | Lancia Delta Integrale         | Lancia Racing            | Lancia Delta Integrale                   |                               |
| 1989                                                                                                   | Miki Biasion              | Lancia Delta Integrale         | Lancia Racing            | Lancia Delta Integrale                   |                               |
| 1990                                                                                                   | Carlos Sainz              | Toyota Celica Turbo 4WD ST-165 | Lancia Racing            | Lancia Delta Integrale 16V               |                               |
| 1991                                                                                                   | Juha Kankkunen            | Lancia Delta Integrale 16V     | Lancia Racing            | Lancia Delta Integrale 16V               |                               |
| 1992                                                                                                   | Carlos Sainz              | Toyota Celica GT-4 ST-185      | Lancia Racing            | Lancia Delta HF Integrale 16V Evoluzione |                               |
| 1993                                                                                                   | Juha Kankkunen            | Toyota Celica GT-4 ST-185      | Toyota Motorsport        | Toyota Celica GT-4 ST-185                |                               |
| 1994                                                                                                   | Didier Auriol             | Toyota Celica GT-Four ST-205   | Toyota Motorsport        | Toyota Celica GT-Four ST-205             |                               |
| 1995                                                                                                   | Colin McRae               | Subaru Impreza 555             | Subaru World Rally Team  | Subaru Impreza 555                       |                               |
| 1996                                                                                                   | Tommi Mäkinen             | Mitsubishi Lancer EVO III      | Subaru World Rally Team  | Subaru Impreza 555                       |                               |
| 1997                                                                                                   | Tommi Mäkinen             | Mitsubishi Lancer EVO IV       | Subaru World Rally Team  | Subaru Impreza WRC                       |                               |
| 1998                                                                                                   | Tommi Mäkinen             | Mitsubishi Lancer EVO V        | Mitsubishi Ralliart      | Mitsubishi Lancer EVO V                  |                               |
| 1999                                                                                                   | Tommi Mäkinen             | Mitsubishi Lancer EVO VI       | Toyota Motorsport        | Toyota Corolla WRC                       |                               |
| 2000                                                                                                   | Marcus Grönholm           | Peugeot 206 WRC                | Peugeot Sport            | Peugeot 206 WRC                          |                               |
| 2001                                                                                                   | Richard Burns             | Subaru Impreza WRC             | Peugeot Sport            | Peugeot 206 WRC                          |                               |
| 2002                                                                                                   | Marcus Grönholm           | Peugeot 206 WRC                | Peugeot Sport            | Peugeot 206 WRC                          |                               |
| 2003                                                                                                   | Petter Solberg            | Subaru Impreza WRC             | Citroën Sport            | Citroën Xsara WRC                        |                               |
| 2004                                                                                                   | Sébastien Loeb            | Citroën Xsara WRC              | Citroën Sport            | Citroën Xsara WRC                        |                               |
| 2005                                                                                                   | Sébastien Loeb            | Citroën Xsara WRC              | Citroën Sport            | Citroën Xsara WRC                        |                               |
| 2006                                                                                                   | Sébastien Loeb            | Citroën Xsara WRC              | Ford M-Sport             | Ford Focus WRC                           |                               |
| 2007                                                                                                   | Sébastien Loeb            | Citroën C4 WRC                 | Ford M-Sport             | Ford Focus WRC                           |                               |
| 2008                                                                                                   | Sébastien Loeb            | Citroën C4 WRC                 | Citroën Sport            | Citroën C4 WRC                           |                               |
| 2009                                                                                                   | Sébastien Loeb            | Citroën C4 WRC                 | Citroën Sport            | Citroën C4 WRC                           |                               |
| 2010                                                                                                   | Sébastien Loeb            | Citroën C4 WRC                 | Citroën Sport            | Citroën C4 WRC                           |                               |
| 2011                                                                                                   | Sébastien Loeb            | Citroën DS3 WRC                | Citroën Sport            | Citroën DS3 WRC                          |                               |
| 2012                                                                                                   | Sébastien Loeb            | Citroën DS3 WRC                | Citroën Sport            | Citroën DS3 WRC                          |                               |
| 2013                                                                                                   | Sébastien Ogier           | Volkswagen Polo R WRC          | Volkswagen Motorsport    | Volkswagen Polo R WRC                    |                               |
| 2014                                                                                                   | Sébastien Ogier           | Volkswagen Polo R WRC          | Volkswagen Motorsport    | Volkswagen Polo R WRC                    |                               |
| 2015                                                                                                   | Sébastien Ogier           | Volkswagen Polo R WRC          | Volkswagen Motorsport    | Volkswagen Polo R WRC                    |                               |
| 2016                                                                                                   | Sébastien Ogier           | Volkswagen Polo R WRC          | Volkswagen Motorsport    | Volkswagen Polo R WRC                    |                               |
| 2017                                                                                                   | Sébastien Ogier           | Ford Fiesta WRC                | M-Sport World Rally Team | Ford Fiesta WRC                          |                               |
| 2018                                                                                                   | Sébastien Ogier           | Ford Fiesta WRC                | Toyota Gazoo Racing WRT  | Toyota Yaris WRC                         |                               |
| 2019                                                                                                   | Ott Tänak                 | Toyota Yaris WRC               | Hyundai Shell Mobis WRT  | Hyundai i20 Coupe WRC                    |                               |
| 2020                                                                                                   | Sébastien Ogier           | Toyota Yaris WRC               | Hyundai Shell Mobis WRT  | Hyundai i20 Coupe WRC                    |                               |
| 2021                                                                                                   | Sébastien Ogier           | Toyota Yaris WRC               |                          | Toyota Gazoo Racing WRT                  | Toyota Yaris WRC              |
| 2022                                                                                                   | Kalle Rovanperä           | Toyota GR Yaris Rally1         |                          | Toyota Gazoo Racing WRT                  | Toyota GR Yaris Rally1        |
| 2023                                                                                                   | Kalle Rovanperä           | Toyota GR Yaris Rally1         |                          | Toyota Gazoo Racing WRT                  | Toyota GR Yaris Rally1        |
| 2024                                                                                                   | Thierry Neuvielle         | Hyundai i20 N Rally1 HYBRID    |                          | Toyota Gazoo Racing WRT                  | Toyota GR Yaris Rally1 HYBRID |
| * - Björn Waldegård startoval na dvou soutěžích s vozem Mercedes 450 SLC v roce 1979                   |                           |                                |                          |                                          |                               |
| ** - Markku Alén startoval na dvou soutěžích s vozem Lancia Stratos HF v roce 1978                     |                           |                                |                          |                                          |                               |
| *** - V letech 1977 a 1978, bylo Mistrovství světa jezdců pořádáno pod názvem FIA Cup pro jezdce rally |                           |                                |                          |                                          |                               |

## Jiné třídy
Kromě hlavní kategorie se Mistrovství světa vypisuje i pro šampionát jezdců na vozech S2000 (SWRC) od sezony 2010, který v roce 2013 nahradil šampionát WRC-2 ve kterém se závodí na vozech později přejmenovaných na Rally2, šampionát mladých jezdců ve vozech nižších kategorií R1 a R2 (WRC Academy) v roce 2020 přejmenovaných na Rally5 a Rally4, take byla přidána kategorie Rally3. Od sezony 2011 a šampionát produkčních jezdců (PWRC, dříve PCWRC) od sezony 2002. V sezonách 2001 až 2010 byl vypisován juniorský šampionát (JWRC) pro vozy S1600, který byl předchůdcem WRC Academy. V sezonách 1987 až 2001 byl vypisován šampionát pro vozy skupiny N, který byl předchůdcem skupiny PWRC. V letech 1991 až 2001 byl vypisován šampionát pro vozy kategorie W2L (Formule 2) s pohonem jedné nápravy a objemem motor do 2 litrů. Tato kategorie zanikla pro nezájem automobilek, které se soustředily spíše na vývoj závodních vozů pro kategorii World Rally Car. V letech 1984 až 1986 byl vypisován šampionát pro vozy skupiny A (hlavní kategorií byla tehdy skupina B). Po zrušení skupiny B se v roce 1987 staly vozy skupiny A hlavní závodní kategorií.